# Macrocera angulata
Macrocera angulata är en tvåvingeart som beskrevs av Johann Wilhelm Meigen 1818. Macrocera angulata ingår i släktet Macrocera och familjen platthornsmyggor. Arten är reproducerande i Sverige. Inga underarter finns listade i Catalogue of Life.